# Hannah Island
Hannah Island ist eine eisbedeckte Insel im Marshall-Archipel vor der Saunders-Küste des westantarktischen Marie-Byrd-Lands. Sie liegt zwischen Hutchinson Island und der Guest-Halbinsel inmitten des Sulzberger-Schelfeises.
Der United States Geological Survey kartierte die Insel anhand eigener Vermessungen und Luftaufnahmen der United States Navy aus den Jahren von 1959 bis 1965. Das Advisory Committee on Antarctic Names benannte sie 1970 nach dem Ionosphärenphysiker J. P. Hannah, der 1968 im Rahmen des United States Antarctic Research Program auf der Byrd-Station tätig war.